# Mykola Oleschuk
Mykola Mykolaiovych Oleschuk (en ucraniano: Микола Миколайович Олещук, Lutsk, 25 de mayo de 1972) es un teniente general ucraniano. Fue comandante de la Fuerza Aérea de Ucrania desde el 9 de agosto de 2021 hasta el 30 de agosto de 2024.

## Biografía
Mykola Oleshchuk nació el 25 de mayo de 1972 en la ciudad de Lutsk. Se graduó de la Escuela Superior Zhytomyr de Electrónica Radial de Defensa Aérea, Universidad Militar de Járkov (2004), Universidad de Defensa Nacional de Ucrania (2010).
Se desempeñó como jefe de cálculos informáticos y computadores digitales del departamento de control de combate de la batería radiotécnica de la división de misiles antiaéreos (S300), comandante de la brigada de misiles antiaéreos; Jefe de Estado Mayor Adjunto del Comando de la Fuerza Aérea, Jefe de Estado Mayor - Comandante Adjunto del Comando Aéreo "Este" de la Fuerza Aérea.
Fue nombrado Comandante de la Fuerza Aérea de Ucrania el 9 de agosto de 2021.

## Rangos militares
- Teniente general (14 de octubre de 2021)[6]